# Botanisches Centralblatt
Botanisches Centralblatt (abreviado Bot. Centralbl.) fue una revista ilustrada con descripciones botánicas editada en Kassel (Alemania). Se publicaron 173 números desde 1880 hasta 1938. Fue reemplazada por Botanisches Zentralblatt.